# Матей Никополски
Матей е православен духовник, никополски епископ на Българската православна църква – Българска патриаршия.

## Биография
Роден е на 7 октомври 1971 година в Казанлък, България, със светското име Милен Стоянов Орешков. Учи в Средно училище „Свети Паисий Хилендарски“ в Казанлък, след което продължава средното си образование в Гимназията „Св. св. Кирил и Методий”. Завършва и Специалното техническо училище „Арсенал” с профил студена обработка на металите. След военната си служба започва работа в завода „Арсенал” в Казанлък, като същевременно започва да учи философия във Великотърновския университет.
Шест години работи като учител по философия в гимназията „Св. св. Кирил и Методий“ в Казанлък. После завършва паралелния курс на Софийската духовна семинария „Свети Йоан Рилски“ и Православната духовна академия „Св. св. Кирил и Методий“ в Пловдив. Приет е за послушник в Присовския манастир „Свети Пантелеймон“ във Великотърновската епархия, където на 24 март 2016 година е постриган в монашеска схима, а на 1 октомври 2016 година, след решение на Светия синод е ръкоположен в йеродяконски чин, а след една година - за йеромонах.
На 16 ноември 2022 година му е дадена офикията архимандрит. В началото на 2020 година йеромонах Матей поема длъжността ефимерий в манастира „Св. св. Петър и Павел“ в Свищов и енорийски свещеник на различни храмове в Свищовската духовна околия. От юли 2022 година до май 2023 година йеромонах Матей е член на Великотърновския епархийски като представител епархийските манастири. На 1 юни 2023 година става архиерейски наместник на Никополската духовна околия и енорийски свещеник на различни храмове от околията.
На 27 април 2024 година във Велико Търново е ръкоположен за титулярен никополски епископ, викарен епископ на Великотърновската митрополия. Хиротонията е извършена от митрополит Григорий Великотърновски в съслужение с митрополитите Николай Пловдивски и Киприан Старозагорски и епископите Сионий Велички, Арсений Знеполски, Висарион Смоленски и Исаак Велбъждски.